# 馬歇爾灣
60°39′S 45°38′W / 60.650°S 45.633°W
馬歇爾灣（英語：Marshall Bay）是南極洲的海灣，位於南奧克尼群島的科羅內申島南岸，處於維克角和漢森角之間，寬4公里，在1912至1913年由挪威捕鯨船繪入地圖。